# Спит ковыль. Равнина дорогая…
«Спит ковыль. Равнина дорогая…» — стихотворение С. А. Есенина.

## История создания
Написано в июле 1925 года, впервые опубликовано в газете «Бакинский рабочий» (20 июля 1925, № 161), затем перепечатано журналами «Огонёк» и «Красная нива». Стихотворение написано пятистопным хореем перекрёстной рифмовки и насчитывает 24 стиха.

## Песенное использование
Положено на музыку композиторами Ростиславом Бойко (1996), Владимиром Успенским, Евгением Поповым, Юрием Зацарным.

## Исполнители песни
- Государственный Рязанский русский народный хор им. Е. Попова (муз. Е. Попова)
- Камерный хор Московской консерватории (муз. Р. Бойко)
- «Реликт» (трио) (муз. Ю. Зацарного)
- Борис Рощин (муз. Е. Кузнецова)

## Интересные факты
- Включено в Обязательный минимум содержания образования по курсу литературы в средней общеобразовательной школы[6] и в вопросы Единого государственного экзамена по литературе, причём характер вопросов ЕГЭ по этому стихотворению вызывал неоднократные нарекания специалистов[7][8].
- Аудиозапись стихотворения осуществлена Заслуженным артистом России Николаем Денисовым[9].